# Широков, Алексей Дмитриевич
Алексей Дмитриевич Широков (6 марта 1989, Москва, СССР) — российский футболист, вратарь.
Воспитанник московского «Локомотива». В 2006 году сыграл один матч за дублирующую команду. В 2007 году играл в команде второго дивизиона «Знамя Труда» Орехово-Зуево — 19 матчей, 20 пропущенных голов. В 2008 году перешёл в клуб премьер-лиги «Сатурн» Раменское, но сыграл только один матч за дубль. В 2009 году вернулся в «Знамя Труда» на правах аренды — 27 игр, 44 пропущенных мяча. 2010 год провёл в фарм-клубе «Сатурна». Следующие 1,5 года не выступал на профессиональном уровне. Перед сезоном 2012/13 подписал контракт с клубом второго дивизиона «Локомотив-2» Москва — 16 игр, 15 пропущенных мячей. В следующем сезоне сыграл два матча за дубль основной команды «Локомотива». Вторую половину 2014 года провёл в качестве свободного агента. В январе 2015 перешёл в эстонскую «Левадию». 3 марта выиграл с клубом Суперкубок Эстонии в игре против «Сантоса» Тарту (5:0). Единственный матч в чемпионате провёл 6 марта против ФК «Инфонет» (0:0).
С июля 2015 года на профессиональном уровне не выступает.